# Fran Marder
Fran Marder (česky Z lesa) je první studiové album švédské black metalové kapely Arckanum. Vydáno bylo v roce 1995 hudebním vydavatelstvím Necropolis Records. S produkcí pomáhal Johanu Lahgerovi (vulgo Shamaatae) ve svém studiu Abyss Peter Tägtgren, frontman kapely Hypocrisy.
Ke skladbě Gava Fran Trulen vznikl videoklip.

## Seznam skladeb
1. Hvila Pa Tronan Min – 5:42
2. Þe Alder Hærskande Væsende Natur – 3:15
3. Svinna – 4:24
4. Kununger Af Þæn Diupeste Natur – 7:41
5. Gava fran trulen - 05:26
6. Fran marder - 03:47
7. Bærghet - 04:46
8. Trulmælder - 06:38
9. Kolin væruld/Ener stilla sior af droten min - 07:47

## Sestava
- Johan Lahger (Shamaatae) – vokály, všechny nástroje